# Festliga Franssons
Festliga Franssons, i original The Happy Hollisters, är en serie barndeckare, som den amerikanske författaren Andrew E. Svenson skrev och gav ut under pseudonymen Jerry West. Originalserien omfattar 33 delar och gavs ut mellan 1953 och 1970. I Sverige gavs tolv böcker ut 1967-1978 av B. Wahlströms förlag i serien B. Wahlströms flickböcker med de röda ryggarna - dock utkom de svenska översättningarna i annan ordning än originalutgåvorna.
Böckerna handlar om den lyckliga familjen Fransson (orig. Hollister), som bor i en amerikansk småstad. Familjen har fem välartade barn i åldern 4-12 år, som alla älskar att lösa mysterier. Barnen är till stora delar porträtterade på Andrew Svensons egna barn.

## Svenska översättningar
- Spöket i det gamla huset: Festliga Franssons första fall (The Happy Hollisters and the Haunted House Mystery, #21) (översättning Helge Åkerhielm, 1967)
- Äventyret med spökhästen: Festliga Franssons andra fall (The Happy Hollisters and the Ghost Horse Mystery, #29) (översättning Helge Åkerhielm, 1968)
- Äventyret vid Slottsklippan: Festliga Franssons tredje fall (The Happy Hollisters and the Castle Rock Mystery, #23) (övers. Gallie Jacucci, 1969)
- Äventyret med guldhäxan: Festliga Franssons fjärde fall (The Happy Hollisters and the Mystery of the Golden Witch, #30) (översättning Eva Larsson, 1970)
- Äventyret på Spökberget: Festliga Franssons femte fall (The Happy Hollisters at Mystery Mountain, #5) (översättning Aina Bergvall, 1971)
- Äventyret i klippgrottan: Festliga Franssons sjätte fall (The Happy Hollisters and the Cowboy Mystery, #20) (översättning Gunvor Håkansson, 1972)
- Äventyret med silverskatten: Festliga Franssons sjunde fall (The Happy Hollisters and the Mystery of the Midnight Trolls, #33) (översättning Inga Lill Högberg, 1973)
- Äventyret med monstret i grottan: Festliga Franssons åttonde fall (The Happy Hollisters and the Monster Mystery, #32) (översättning Gunvor Håkansson, 1974)
- Äventyret med guldklockan: Festliga Franssons nionde fall (The Happy Hollisters and the Cuckoo Clock Mystery, #24) (översättning Kerstin Salomon, 1975)
- Äventyret med lyckoslanten:Festliga Franssons tionde fall (The Happy Hollisters and the Secret of the Lucky Coins, #22) (översättning Christina Dernevik, 1976)
- Äventyret med gula nyckeln: Festliga Franssons elfte fall (The Happy Hollisters and the Swiss Echo Mystery, #25) (översättning Inga Lill Högberg, 1977)
- Äventyret med kasper-teatern: Festliga Franssons tolfte fall (The Happy Hollisters and the Punch and Judy Mystery, #27) (översättning Inga Lill Högberg, 1978)